# Lothar Spiegelberg
Lothar Spiegelberg (nascido em 24 de outubro de 1939) é um ex-ciclista alemão que competiu no ciclismo nos Jogos Olímpicos de Verão de 1964, pela equipe Alemã Unida.